# Kongsvoll
Kongsvoll (o Kongsvold; en bokmål, Kongsvold Fjeldstue) es un hotel en Dovre, condado de Trøndelag. Queda en la Ruta del Peregrino o Antigua carretera del rey entre Oslo y Trondheim en Noruega. 
El rey Øystein erigió estaciones de montaña a lo largo de la ruta que los peregrinos siguieron para visitar el santuario de san Olaf en Trondheim antes de la Reforma. Las estaciones, donde los peregrinos podían encontrart comida y refugio, incluía a Kongsvoll ubicado junto al río Driva en Oppdal. Kongsvoll fue erigido alrededor de 1100. Todavía es una posada hoy en día. 